# Parque Estadual Serra do Intendente
O Parque Estadual Serra do Intendente está inserido nos distritos de Tabuleiro do Mato Dentro e Itacolomi, no município de Conceição do Mato Dentro, entre as coordenadas de 19º43'S e 43W.
Vários fatores contribuíram para a necessidade de implantação de um parque nesta área do município de Conceição do Mato Dentro. O principal deles foi a demanda da comunidade local junto à Secretaria de Estado de Meio Ambiente e ao IEF, através de suas autoridades representativas e das manifestações da opinião pública, em abaixo-assinados enviados aos órgãos de Estado.
Essas demandas foram motivadas pelas ameaças que a área vem sofrendo com as freqüentes queimadas, desmatamento e outras ações predatórias que têm provocado grandes danos à flora e fauna locais, inclusive ameaçando de extinção algumas espécies endêmicas, levantadas em estudos, e contribuindo para o desaparecimento de espécies contidas nas listagens oficiais de "Ameaçadas de Extinção". Outra ação predatória de destaque, causada pela ação antrópica, é a diminuição do volume de todos os cursos d'água encontrados na área e a intermitência de outros que deixam de correr no período mais seco.
Levantamentos e avaliações técnicas realizadas pelo IEF apontaram vários indicativos de qualidade ambiental que justificaram a transformação da área em uma unidade de conservação de proteção integral. Entre eles, destaca-se o estado de conservação da área e a representatividade ecológica. Tem uma grande biodiversidade, com mais de 1600 de plantas catalogadas, 37 anfíbios e répteis, e 86 espécies de pássaros silvestres.